# Alcyonium catalai
Alcyonium catalai är en korallart som beskrevs av Tixier-Durivault 1970. Alcyonium catalai ingår i släktet Alcyonium och familjen läderkoraller. Inga underarter finns listade i Catalogue of Life.